# Mario Bolatti
Mario Ariel Bolatti (La Para, 17 de fevereiro de 1985) é um futebolista argentino que joga como volante. Atualmente está sem clube.

## Clubes

### Belgrano
Bolatti foi revelado pelo Belgrano aos 18 anos e passou seis temporadas na equipe. A sua estreia na equipa titular foi em agosto de 2003. Em 2006 levou sua equipa à primeira divisão argentina. Depois do seu primeiro campeonato na primeira divisão foi pretendido pelo Independiente, mas os dirigentes do Belgrano recusaram-se a transferi-lo. 

### FC Porto
No verão de 2007 Bolatti tinha alguns clubes interessados em seu futebol. O FC Porto apresentou inicialmente uma proposta de €1,2 milhões, com o Deportivo a subir a proposta para cerca de €2 milhões. Depois de semanas de negociações o Porto viu-se obrigado a oferecer o mesmo valor. 
Após não se ter conseguido impor-se no plantel portista, no início da segunda metade da época 2008/2009 foi emprestado ao Huracán, do campeonato argentino, que ficou também com o direito de opção sobre a sua compra. No Huracán foi escolhido pelo jornal Olé como Melhor Jogador do Torneio Clausura 2009. O time acabaria na segunda colocação do campeonato.
O bom desempenho o levou para a Seleção Argentina. Foi dele o gol que classificou o país para a Copa do Mundo de 2010, na África do Sul, marcado aos 41min do segundo tempo contra o Uruguai, na última rodada das Eliminatórias.

### Fiorentina
Em 20 de janeiro de 2010, Bolatti assinou contrato com a Fiorentina, da Itália. Após doze jogos pela equipe italiana, ele foi liberado no dia 4 de fevereiro de 2011, para acertar transferência para o Internacional.

### Internacional
No dia 6 de fevereiro de 2011, Mário Bolatti desembarcou no aeroporto Salgado Filho, em Porto Alegre, sendo recebido por cerca de 200 torcedores colorados. Em 8 de fevereiro de 2011, o jogador realizou exames médicos no estádio Beira-Rio e foi apresentado oficialmente como jogador do Internacional. No dia 16 de fevereiro de 2011, o jogador fez sua estreia com a camisa do Internacional, pela Copa Libertadores da América, contra o Emelec, e marcou o gol do time colorado que acabou cedendo o empate no final em 1x1. No dia 23 de fevereiro de 2011, em jogo realizado no estádio Beira-Rio, o volante argentino marcou 2 gols, na goleada colorada sobre o Jaguares, por 4-0.
Em junho, o jogador sofreu um desgaste muito forte, devido ao fato de que não teve férias. Este processo é chamado de overtraining. O que foi decisivo para seu corte na Copa América 2011.
Bolatti encerrou sua passagem pelo Inter com Bolatti, com títulos (Gauchões de 2011, 2012 e Recopa) e os cinco gols ao longo das 60 partidas.

### Racing
Depois de um bom primeiro ano pelo Inter, Bolatti não teve bons desempenhos no ano seguinte. Preterido pelo excesso de estrangeiros, acabou atuando pouco pelo Colorado. Sem espaço, é anunciado pelo Racing por empréstimo de seis meses. Porém nesse período atuou em apenas duas partidas.

### Botafogo
Em 11 de janeiro de 2014, o jogador foi contratado por um ano pelo Botafogo.

## Seleção Nacional
Bolatti foi pré-convocado pela primeira vez à Seleção da Argentina por Alfio Basile, para a Copa América de 2007.
Convocado por Diego Maradona para as  eliminatórias da Copa de 2010, Bolatti fez a sua estreia em jogos oficiais, marcando o gol da vitória contra o Uruguai, que garantiu a seleção na Copa de 2010, para a qual ele também foi convocado. 
Após três belas partidas pelo Internacional, o jogador voltou a ser convocado pela Seleção Argentina, no dia 11 de março de 2011, para as partidas contra os Estados Unidos e Costa Rica, nos dias 26 e 29 do mesmo mês, respectivamente, e desfalcando a equipe colorada em partida válida pela quarta rodada da Copa Libertadores da América.
No dia 26 de setembro de 2011, foi convocado pelo técnico Alejandro Sabella, para o amistoso realizado contra o Brasil, em Belém.

## Títulos
Porto
- Campeonato Português: 2007-08 e 2008-09
- Taça de Portugal: 2008-09

Internacional
- Taça Farroupilha: 2011 e 2012
- Campeonato Gaúcho: 2011 e 2012
- Recopa Sul-Americana: 2011